# Встречный (Амурская область)
Встречный — упразднённая железнодорожная станция (тип населённого пункта) в Сковородинском районе Амурской области России. В 1979 году включена в состав посёлка Невер и исключена из учётных данных.

## География
Располагалась правом берегу реки Усманка (приток Большого Невера), на перегоне Свободный — Сковородино Забайкальской железной дороги, ныне западная часть села Невер.

## История
Решением Амурского исполкома от 23 мая 1979 года № 246, в связи с расширением рабочего поселка Невер Сковородинского района и слиянием его с железнодорожной станции Встречный, населённый пункт Встречный исключить из учётных данных.